# Molitg-les-Bains
Molitg-les-Bains (prononcé en français : [molit͡ʃ.le.bɛ̃] , en catalan Molig ) est une commune française, située dans le centre du département des Pyrénées-Orientales en région Occitanie. Ses habitants sont appelés les Molitgeois (en catalan Molitjaires). Sur le plan historique et culturel, la commune est dans le pays de Conflent, correspondant à l'ensemble des vallées pyrénéennes qui « confluent » avec le lit creusé par la Têt entre Mont-Louis et Rodès.
Exposée à un climat méditerranéen altéré, elle est drainée par la Castellane et par deux autres cours d'eau. Incluse dans le parc naturel régional des Pyrénées catalanes, la commune possède un patrimoine naturel remarquable composé d'une zone naturelle d'intérêt écologique, faunistique et floristique.
Molitg-les-Bains est une commune rurale qui compte 248 habitants en 2022, après avoir connu un pic de population de 826 habitants en 1793. Elle fait partie de l'aire d'attraction de Prades. Ses habitants sont appelés les Molitgeois ou  Molitgeoises.
Elle est située dans la vallée de la Castellane. La ville compte une très belle église, un château et ses thermes, réputés pour ses bénéfices en dermatologie.

## Géographie

### Localisation
La commune de Molitg-les-Bains se trouve dans le département des Pyrénées-Orientales, en région Occitanie.
Elle se situe à 42 km à vol d'oiseau de Perpignan, préfecture du département, et à 5 km de Prades, sous-préfecture.
Les communes les plus proches sont : 
Campôme (1,0 km), Catllar (3,5 km), Mosset (3,7 km), Prades (4,8 km), Ria-Sirach (5,0 km), Conat (5,1 km), Codalet (5,2 km), Eus (5,7 km).
Sur le plan historique et culturel, Molitg-les-Bains fait partie de la région de Conflent, héritière de l'ancien comté de Conflent et de la viguerie de Conflent. Ce pays correspond à l'ensemble des vallées pyrénéennes qui « confluent » avec le lit creusé par la Têt entre Mont-Louis, porte de la Cerdagne, et Rodès, aux abords de la plaine du Roussillon.

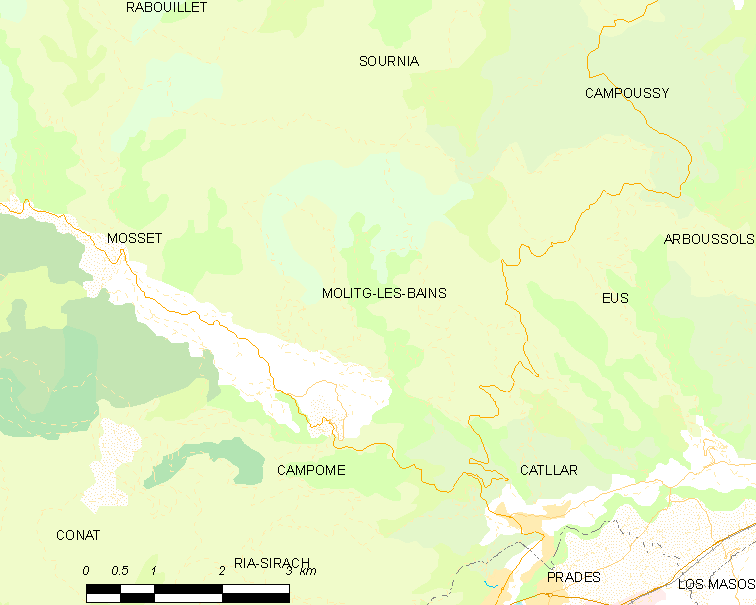
Situation de la commune.

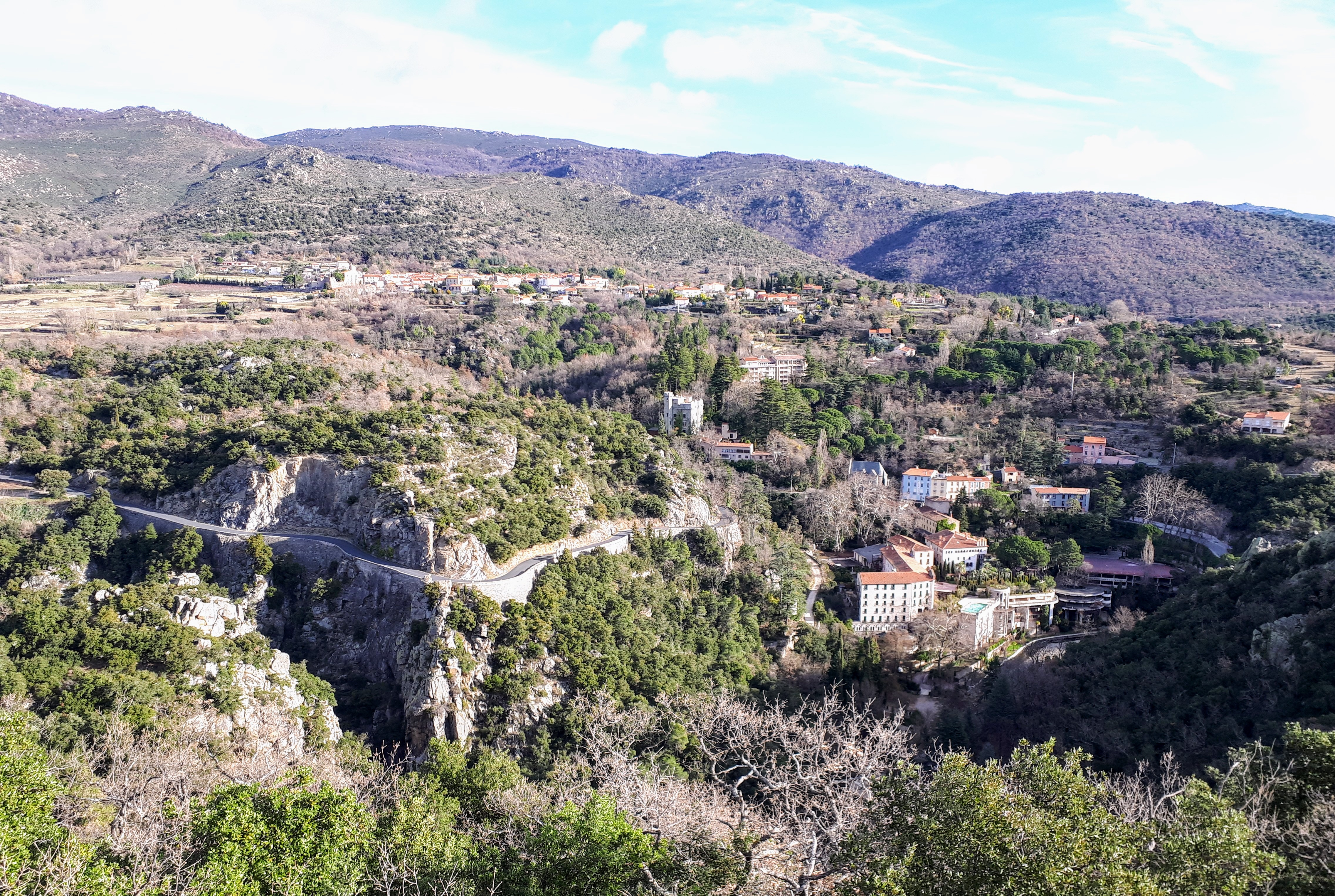
Molitg-les-Bains : les Thermes sont situés plus bas, en contrebas de la route ; le village est situé sur une terrasse plus haut.

|        | Sournia          |         |
| Mosset | Molitg-les-Bains | Eus     |
|        | Campôme          | Catllar |

### Géologie et relief
La ville est située sur une colline surplombant la Castellane. Le relief y est accidenté.
La commune est classée en zone de sismicité 3, correspondant à une sismicité modérée.

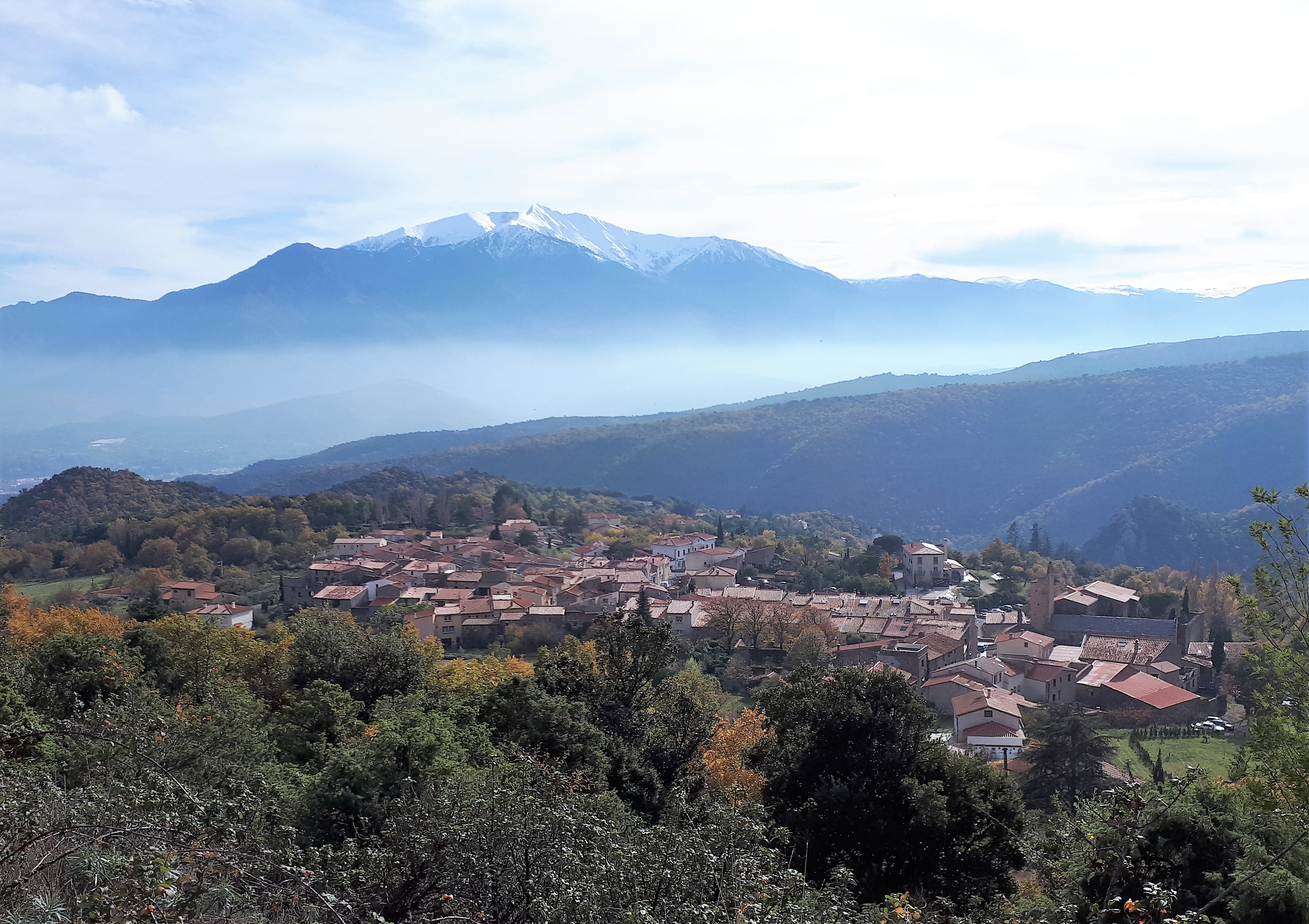
Le village de Molitg-les-Bains et, au fond, le Pic du Canigou.

### Hydrographie
La Castellane traverse le hameau des Thermes.

### Climat
Pour des articles plus généraux, voir Climat de l'Occitanie et Climat des Pyrénées-Orientales.
En 2010, le climat de la commune est de type climat méditerranéen altéré, selon une étude du CNRS s'appuyant sur une série de données couvrant la période 1971-2000. En 2020, Météo-France publie une typologie des climats de la France métropolitaine dans laquelle la commune est exposée à un climat de montagne ou de marges de montagne et est dans la région climatique Pyrénées orientales, caractérisée par une faible pluviométrie, un très bon ensoleillement (2 600 h/an), un air sec, particulièrement en hiver et peu de brouillards.
Pour la période 1971-2000, la température annuelle moyenne est de 12,2 °C, avec une amplitude thermique annuelle de 14,6 °C. Le cumul annuel moyen de précipitations est de 798 mm, avec 7 jours de précipitations en janvier et 4,9 jours en juillet. Pour la période 1991-2020, la température moyenne annuelle observée sur la station météorologique la plus proche, située sur la commune d'Eus à 6 km à vol d'oiseau, est de 13,6 °C et le cumul annuel moyen de précipitations est de 539,8 mm,. Pour l'avenir, les paramètres climatiques de la commune estimés pour 2050 selon différents scénarios d’émission de gaz à effet de serre sont consultables sur un site dédié publié par Météo-France en novembre 2022.

### Milieux naturels et biodiversité

#### Espaces protégés
La protection réglementaire est le mode d’intervention le plus fort pour préserver des espaces naturels remarquables et leur biodiversité associée,.
Un  espace protégé est présent sur la commune : 
le parc naturel régional des Pyrénées catalanes, créé en 2004 et d'une superficie de 139 062 ha, qui s'étend sur 66 communes du département. Ce territoire s'étage des fonds maraîchers et fruitiers des vallées de basse altitude aux plus hauts sommets des Pyrénées-Orientales en passant par les grands massifs de garrigue et de forêt méditerranéenne,.

#### Zones naturelles d'intérêt écologique, faunistique et floristique

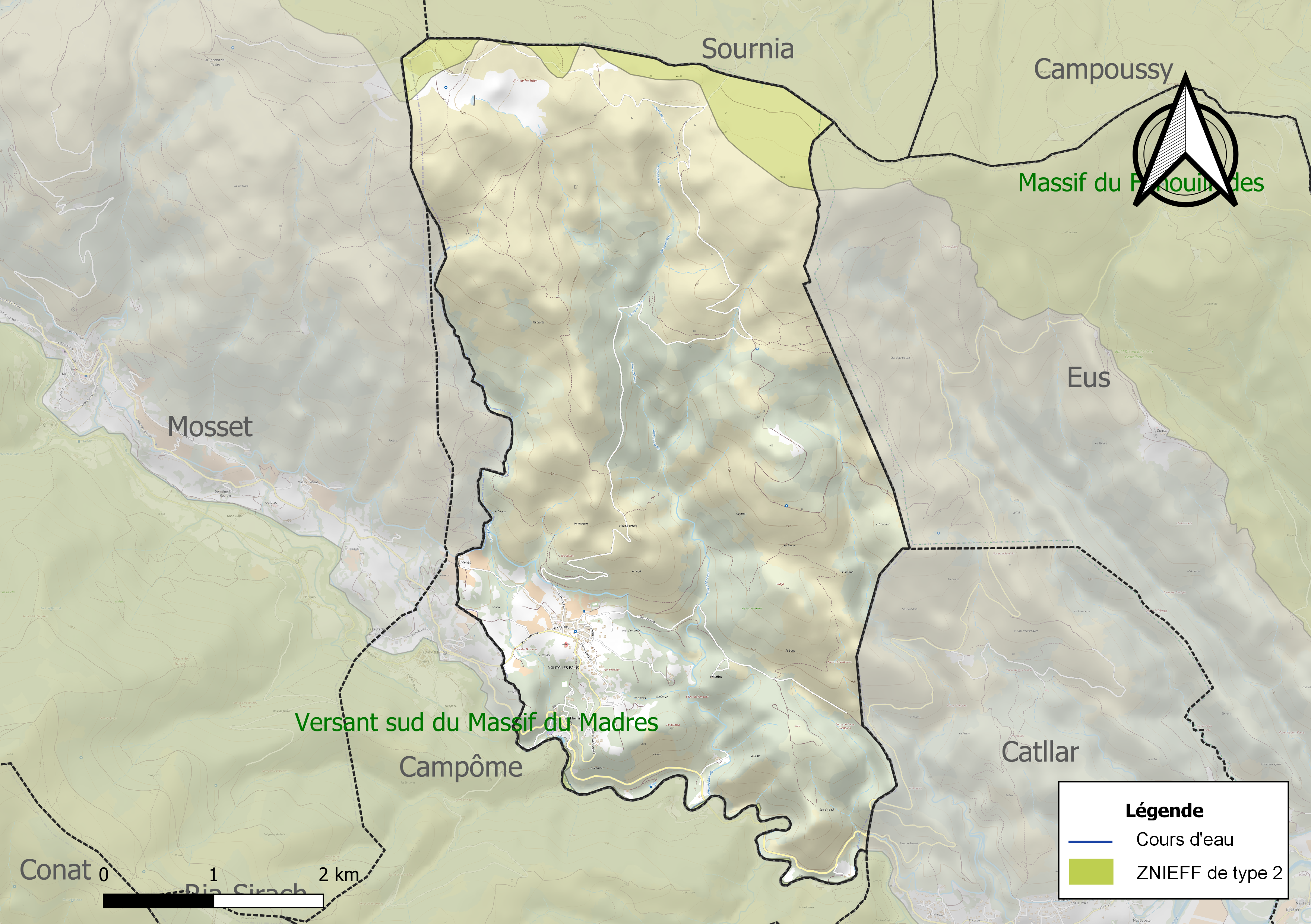
Carte de la ZNIEFF de type 2 localisée sur la commune.

L’inventaire des zones naturelles d'intérêt écologique, faunistique et floristique (ZNIEFF) a pour objectif de réaliser une couverture des zones les plus intéressantes sur le plan écologique, essentiellement dans la perspective d’améliorer la connaissance du patrimoine naturel national et de fournir aux différents décideurs un outil d’aide à la prise en compte de l’environnement dans l’aménagement du territoire.
Une ZNIEFF de type 2 est recensée sur la commune :
le « massif du Fenouillèdes » (34 157 ha), couvrant 40 communes dont une dans l'Aude et 39 dans les Pyrénées-Orientales.

## Urbanisme

### Typologie
Au 1er janvier 2024, Molitg-les-Bains est catégorisée commune rurale à habitat dispersé, selon la nouvelle grille communale de densité à sept niveaux définie par l'Insee en 2022.
Elle est située hors unité urbaine. Par ailleurs la commune fait partie de l'aire d'attraction de Prades, dont elle est une commune de la couronne,. Cette aire, qui regroupe 26 communes, est catégorisée dans les aires de moins de 50 000 habitants,.

### Occupation des sols
L'occupation des sols de la commune, telle qu'elle ressort de la base de données européenne d’occupation biophysique des sols Corine Land Cover (CLC), est marquée par l'importance des forêts et milieux semi-naturels (90,1 % en 2018), une proportion identique à celle de 1990 (90,1 %). La répartition détaillée en 2018 est la suivante : 
milieux à végétation arbustive et/ou herbacée (75,7 %), forêts (14,3 %), zones agricoles hétérogènes (9,9 %). L'évolution de l’occupation des sols de la commune et de ses infrastructures peut être observée sur les différentes représentations cartographiques du territoire : la carte de Cassini (XVIIIe siècle), la carte d'état-major (1820-1866) et les cartes ou photos aériennes de l'IGN pour la période actuelle (1950 à aujourd'hui).

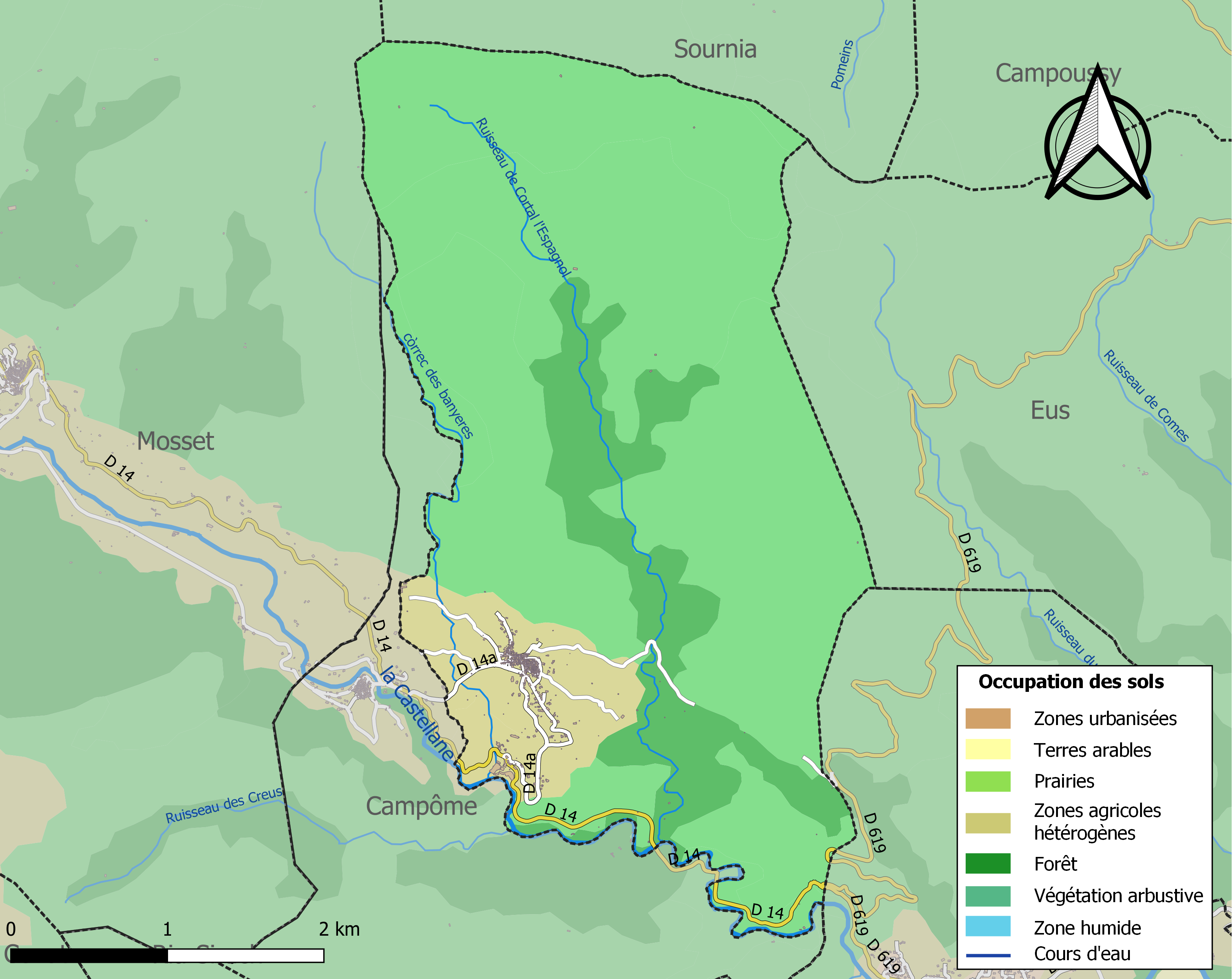
Carte des infrastructures et de l'occupation des sols de la commune en 2018 (CLC).

### Voies de communication et transports
La route départementale D14 relie Mosset à l'agglomération pradéenne via Campôme, Molitg et Cattlar.
La ligne 523 du réseau régional liO relie la commune à Prades depuis Mosset.

### Risques majeurs
Le territoire de la commune de Molitg-les-Bains est vulnérable à différents aléas naturels : inondations, climatiques (grand froid ou canicule), feux de forêt, mouvements de terrain et séisme (sismicité modérée). Il est également exposé à un risque particulier, le risque radon,.

#### Risques naturels

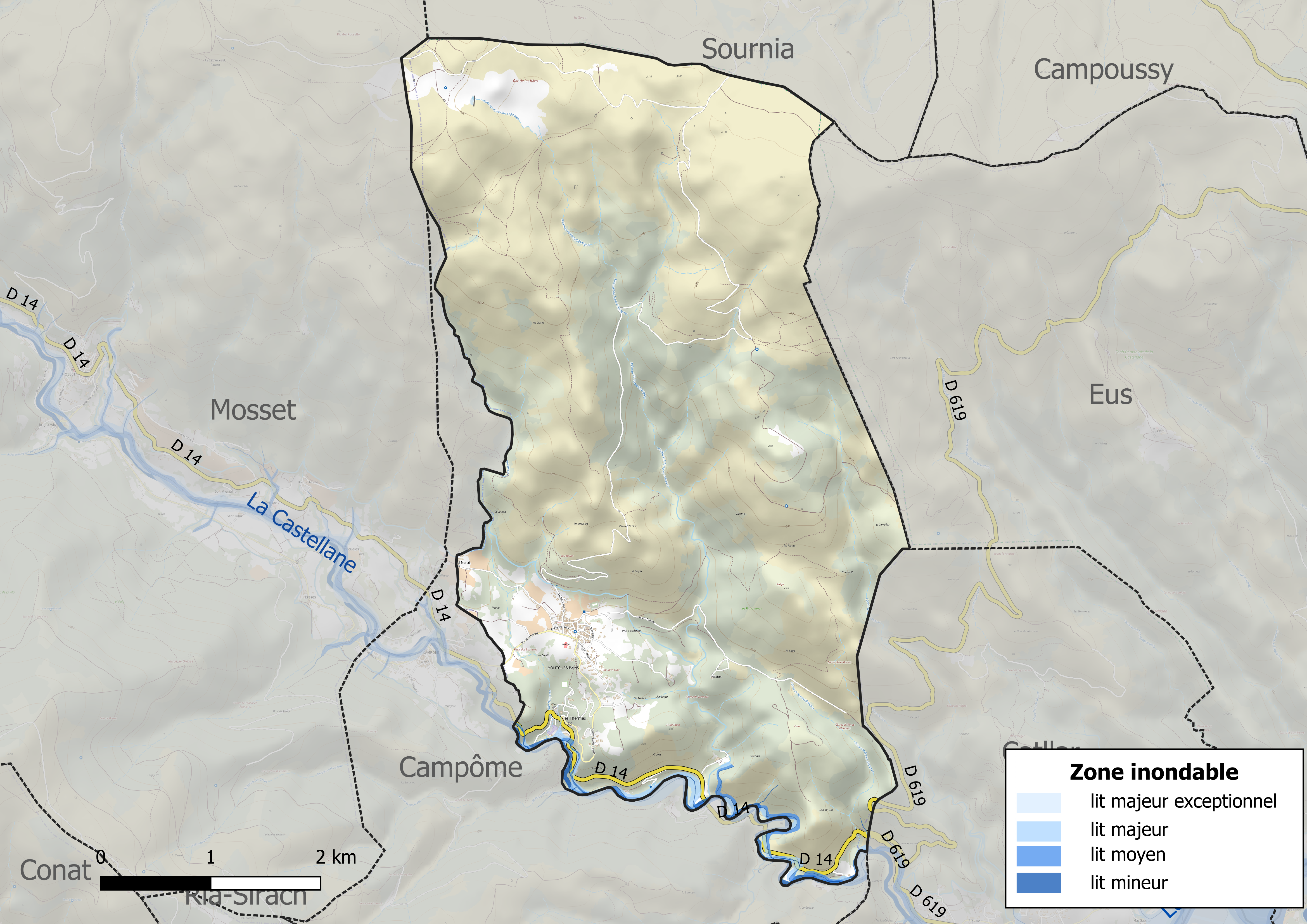
Zones inondables de la commune de Molitg-les-Bains.

Certaines parties du territoire communal sont susceptibles d’être affectées par le risque d’inondation par crue torrentielle de cours d'eau du bassin de la Têt.
Les mouvements de terrain susceptibles de se produire sur la commune sont soit des glissements de terrain, soit des chutes de blocs, soit des effondrements liés à des cavités souterraines.. L'inventaire national des cavités souterraines permet par ailleurs de localiser celles situées sur la commune

#### Risque particulier
Dans plusieurs parties du territoire national, le radon, accumulé dans certains logements ou autres locaux, peut constituer une source significative d’exposition de la population aux rayonnements ionisants. Toutes les communes du département sont concernées par le risque radon à un niveau plus ou moins élevé. Selon la classification de 2018, la commune de Molitg-les-Bains est classée en zone 3, à savoir zone à potentiel radon significatif.

## Toponymie
En catalan, le nom de la commune est Molig. Le nom officiel, utilisé en français, reprend une forme archaïque du nom originel en catalan.

## Histoire
Par hasard, en 1946, Adrien Barthélémy tombe sous le charme du village. Le boulanger lui vante les vertus de l’eau de Molitg. Adrien Barthélémy comprend le potentiel du thermalisme, achète la station et participe activement à la reconnaissance des cures thermales en tant que thérapeutique à part entière par la Sécurité sociale. Il collabore avec le médecin ardéchois Jos Jullien, un hydrobiologiste reconnu, qui a longtemps travaillé sur les eaux des sources d'Aix-les-Bains en Savoie. Celui-ci étudie attentivement, à l'aide de techniques modernes, la composition des eaux de Molitg et démontre qu’il existe dans ces eaux des éléments, comme les minéraux, les vitamines et de façon plus inattendue le plancton, qui peuvent jouer un rôle préventif et curatif important contre les dermatoses. Ce travail est à l'origine de la naissance de la gamme de cosmétiques Biotherm, et contribue à faire connaître les vertus médicales des eaux de Molitg-les-Bains.
Adrien Barthélémy fait de Molitg, le berceau de la Compagnie française de thermalisme, qui devient par la suite la Chaîne thermale du Soleil.

## Politique et administration
À compter des élections départementales de 2015, la commune est incluse dans le nouveau canton des Pyrénées catalanes.

### Liste des maires
| Période    | Période   | Identité         | Étiquette | Qualité |
| ---------- | --------- | ---------------- | --------- | ------- |
| avant 1981 | ?         | Georges Brou     |           |         |
| mars 2001  | mars 2014 | Huguette Broch,  |           |         |
| mars 2014  | 2020      | Jean-Marc Pacull |           |         |
| 2020       | En cours  | Gérard Ques      |           |         |

## Population et société

### Démographie ancienne
La population est exprimée en nombre de feux (f) ou d'habitants (H).
| 1365 | 1378 | 1470 | 1515 | 1553 | 1709  | 1720 | 1767  | 1774  |
| ---- | ---- | ---- | ---- | ---- | ----- | ---- | ----- | ----- |
| 36 f | 11 f | 23 f | 9 f  | 5 f  | 131 f | 64 f | 807 H | 189 f |

| 1789  | - | - | - | - | - | - | - | - |
| ----- | - | - | - | - | - | - | - | - |
| 182 f | - | - | - | - | - | - | - | - |

Notes :
- 1365 : pour Paracol et Comes ;
- 1553, 1720, 1767, 1774 et 1789 : pour Molitg et Campôme.

### Démographie contemporaine
L'évolution du nombre d'habitants est connue à travers les recensements de la population effectués dans la commune depuis 1793. Pour les communes de moins de 10 000 habitants, une enquête de recensement portant sur toute la population est réalisée tous les cinq ans, les populations de référence des années intermédiaires étant quant à elles estimées par interpolation ou extrapolation. Pour la commune, le premier recensement exhaustif entrant dans le cadre du nouveau dispositif a été réalisé en 2005.

En 2022, la commune comptait 248 habitants, en évolution de +7,83 % par rapport à 2016 (Pyrénées-Orientales : +3,92 %, France hors Mayotte : +2,11 %).
| 1793 | 1800 | 1806 | 1821 | 1831 | 1836 | 1841 | 1846 | 1851 |
| ---- | ---- | ---- | ---- | ---- | ---- | ---- | ---- | ---- |
| 826  | 511  | 543  | 547  | 612  | 567  | 604  | 620  | 580  |

| 1856 | 1861 | 1866 | 1872 | 1876 | 1881 | 1886 | 1891 | 1896 |
| ---- | ---- | ---- | ---- | ---- | ---- | ---- | ---- | ---- |
| 610  | 568  | 542  | 506  | 497  | 457  | 461  | 418  | 386  |

| 1901 | 1906 | 1911 | 1921 | 1926 | 1931 | 1936 | 1946 | 1954 |
| ---- | ---- | ---- | ---- | ---- | ---- | ---- | ---- | ---- |
| 373  | 363  | 349  | 338  | 305  | 255  | 243  | 245  | 198  |

| 1962 | 1968 | 1975 | 1982 | 1990 | 1999 | 2005 | 2006 | 2010 |
| ---- | ---- | ---- | ---- | ---- | ---- | ---- | ---- | ---- |
| 206  | 229  | 164  | 180  | 185  | 207  | 213  | 211  | 215  |

| 2015 | 2020 | 2022 | - | - | - | - | - | - |
| ---- | ---- | ---- | - | - | - | - | - | - |
| 227  | 246  | 248  | - | - | - | - | - | - |

| selon la population municipale des années : | 1968 | 1975 | 1982 | 1990 | 1999 | 2006 | 2009 | 2013 |
| Rang de la commune dans le département      | 133  | 133  | 127  | 140  | 143  | 142  | 143  | 142  |
| Nombre de communes du département           | 232  | 217  | 220  | 225  | 226  | 226  | 226  | 226  |

### Manifestations culturelles et festivités
- Fêtes des estivants : mi-juillet[42] ;
- Fête locale : 2e dimanche d'août[42].

### Santé

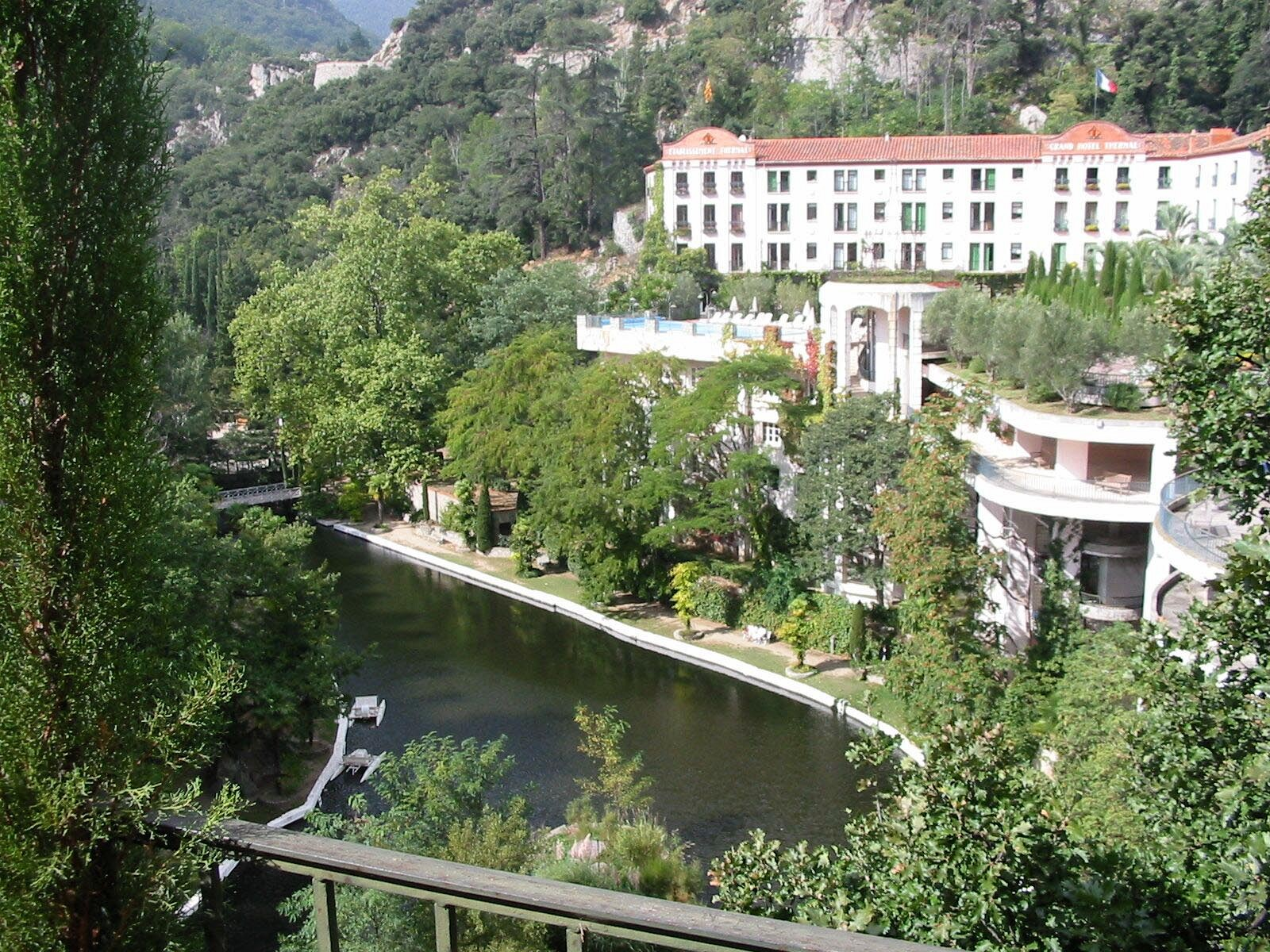
Le centre thermal et son hôtel.

## Économie

### Revenus
En 2018, la commune compte 106 ménages fiscaux, regroupant 218 personnes. La médiane du revenu disponible par unité de consommation est de 19 390 € (19 350 € dans le département).

### Emploi
|                | 2008   | 2013   | 2018   |
| -------------- | ------ | ------ | ------ |
| Commune        | 8,5 %  | 16,9 % | 15,2 % |
| Département    | 10,3 % | 12,9 % | 13,3 % |
| France entière | 8,3 %  | 10 %   | 10 %   |

En 2018, la population âgée de 15 à 64 ans s'élève à 140 personnes, parmi lesquelles on compte 71,7 % d'actifs (56,6 % ayant un emploi et 15,2 % de chômeurs) et 28,3 % d'inactifs,. En  2018, le taux de chômage communal (au sens du recensement) des 15-64 ans est supérieur à celui de la France et du département, alors qu'il était inférieur à celui du département en 2008.
La commune fait partie de la couronne de l'aire d'attraction de Prades, du fait qu'au moins 15 % des actifs travaillent dans le pôle,. Elle compte 87 emplois en 2018, contre 81 en 2013 et 83 en 2008. Le nombre d'actifs ayant un emploi résidant dans la commune est de 84, soit un indicateur de concentration d'emploi de 103,2 % et un taux d'activité parmi les 15 ans ou plus de 50,5 %.
Sur ces 84 actifs de 15 ans ou plus ayant un emploi, 25 travaillent dans la commune, soit 30 % des habitants. Pour se rendre au travail, 81,6 % des habitants utilisent un véhicule personnel ou de fonction à quatre roues, 2,3 % les transports en commun, 11,4 % s'y rendent en deux-roues, à vélo ou à pied et 4,6 % n'ont pas besoin de transport (travail au domicile).

### Activités hors agriculture

#### Secteurs d'activités
29 établissements sont implantés  à Molitg-les-Bains au 31 décembre 2019.
Le secteur du commerce de gros et de détail, des transports, de l'hébergement et de la restauration est prépondérant sur la commune puisqu'il représente 37,9 % du nombre total d'établissements de la commune (11 sur les 29 entreprises implantées  à Molitg-les-Bains), contre 30,5 % au niveau départemental.

#### Entreprises et commerces
Vers 1950, le docteur Jos Jullien étudie les bienfaits des eaux minérales et fonde les laboratoires d’hydrobiologie médicale de Molitg-les-Bains,. Grâce à ses recherches, il parvient notamment à fixer le plancton de la station. Cette découverte permet de réaliser des avancées dans les domaines de la dermatologie et de la cosmétologie. Molitg-les-Bains devient alors une station thermale spécialisée dans le traitement des affections de la peau et des voies respiratoires.

### Agriculture
|               | 1988 | 2000 | 2010 | 2020 |
| ------------- | ---- | ---- | ---- | ---- |
| Exploitations | 15   | 8    | 8    | 6    |
| SAU (ha)      | 61   | 148  | 141  | 49   |

La commune est dans le Conflent, une petite région agricole occupant le centre-ouest du département des Pyrénées-Orientales. En 2020, l'orientation technico-économique de l'agriculture  sur la commune est la culture de fruits ou d'autres cultures permanentes. Six exploitations agricoles ayant leur siège dans la commune sont dénombrées lors du recensement agricole de 2020 (15 en 1988). La superficie agricole utilisée est de 49 ha,,.

## Culture locale et patrimoine

### Monuments et lieux touristiques
- Église romane Sainte-Marie.
- Chapelle Notre-Dame-du-Perpétuel-Secours, dans le hameau des Thermes.
- Dolmen du Pla de l'Arca.
- Dolmen du Coll del Tribe.
- Dolmen de Sant Ponci.

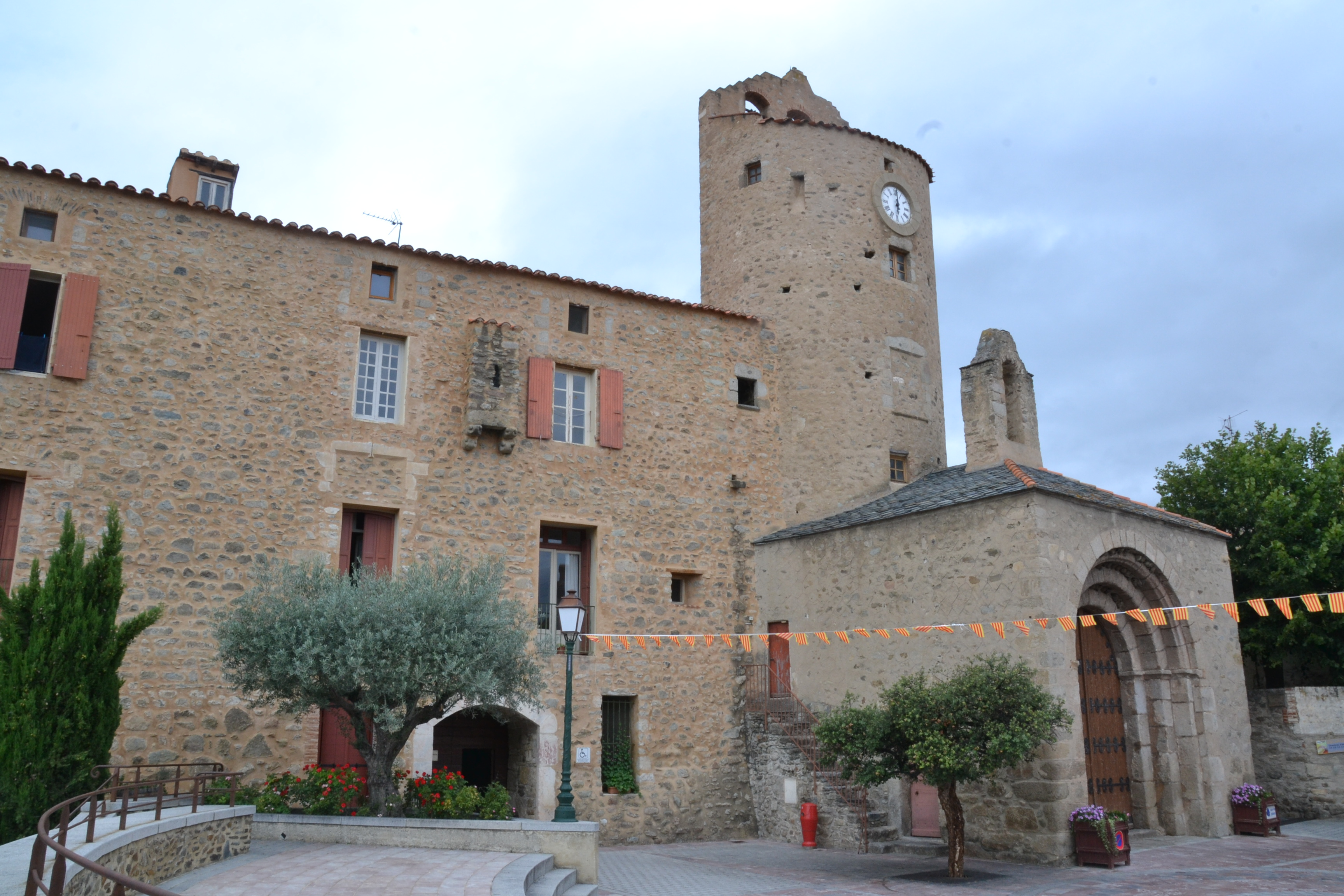
L'église Sainte-Marie, dans le village.
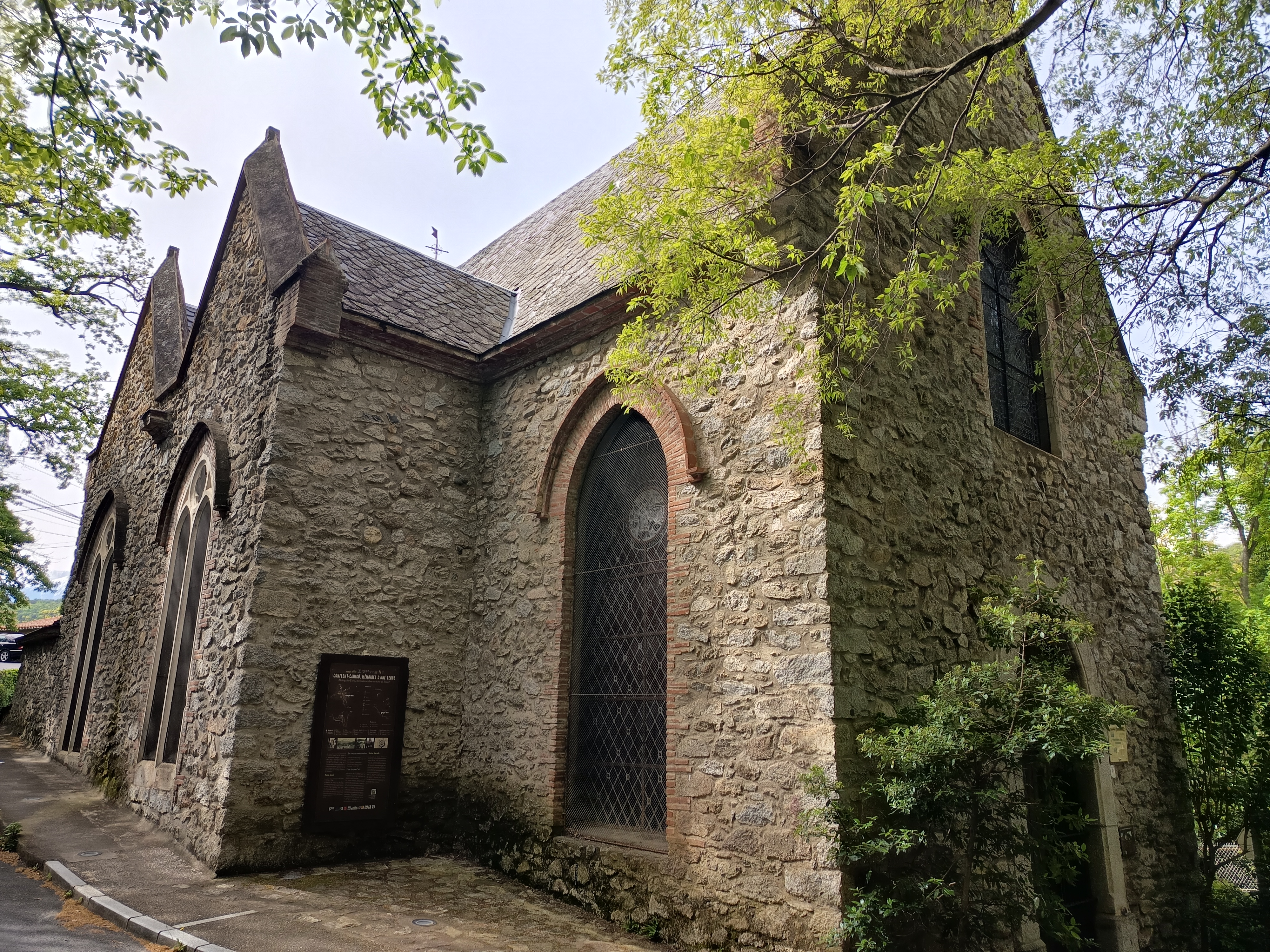
La chapelle Notre-Dame, aux Thermes.

### Personnalités liées à la commune
- Jos Jullien (1877-1956) : médecin et hydrologiste, fondateur du laboratoire d’hydrobiologie médicale de Molitg-les-Bains

### Héraldique
| Blason de Molitg-les-Bains | Blason  | D’azur à la meule de moulin d’argent.            |
| Blason de Molitg-les-Bains | Détails | Le statut officiel du blason reste à déterminer. |